# Малые Пекселы
Малые Пекселы — деревня в Шиловском районе Рязанской области в составе Занино-Починковского сельского поселения.

## Географическое положение
Деревня Малые Пекселы расположена на Окско-Донской равнине в 43 км к северо-востоку от пгт Шилово. Расстояние от деревни до районного центра Шилово по автодороге — 57 км.
К юго-западу и северо-востоку от деревни — значительные лесные массивы, в окрестностях много урочищ: Шемякино (бывшая деревня, к юго-востоку), Горелый Лес (к юго-западу), Симакинский Карьер (к северо-западу). В деревне имеется небольшой пруд. Ближайшие населенные пункты — села Большие Пекселы и Мышца.

## Население
По данным переписи населения 2010 г. в деревне Малые Пекселы постоянно проживают 50 чел. (в 1992 — 84 чел.).

## Происхождение названия
Рязанский краевед Н. Н. Левошин объяснял название деревни Малые Пекселы следующим образом: 
«Название Пекселы — явно мордовское, но немного измененное русскими жителями или писцами. Историк С. К. Кузнецов объясняет это слово эрзянским сочетанием „пек“ (большой) и „солей“ (вяз); в целом — Большой Вяз. Конечно, назвать деревню Большим Вязом можно, если она возникла у такого дерева, но маловероятно. Сомнительно, что и соседняя деревня с таким же названием имела подобный вяз. Вероятно, первоначально именовалась Пекселами здешняя местность с приметным вязом, а обе деревушки, основанные здесь первыми бортниками, получили названия по местности».
Существует и народное толкование названия Пекселы. По рассказам местных жителей, записанных в 1993 г. А. Бабуриным, населенный пункт получил свое название из-за того, что здесь некогда были пекарни, где пекли хлеб, кормивший всю округу. Налицо и расшифровка: пекущее хлеб село. Говорят, хлеб был очень вкусный.

## История
Впервые деревня Малые Пекселы упоминается в писцовых книгах за 1627 г. как вотчина последнего касимовского хана Сайид Бурхана (1626—1679): 
«За царевичем Сеит-Бурханом деревня Малые Пекселы, а в ней крестьян 5 дворов. Да в той-же бобылей 5 дворов. Да в той-же деревни пустых дворовых крестьянских 8 мест. Пашни паханые середние земли 62 четверти с четвериком да перелогом 20 четвертей с осминою в поле, а в дву потомуж, леса по пашне в кол и в жердь. А сенные покосы к той деревне Меньших Пексел писаны к селу Ерахтуру вопче.
А межа той деревни Малых Пексел пашне с Иваном Иванчиным с деревнею Симакинскою да со князем Иваном Смольяниновым да с Обрамом Мартыновым сыном Краевским да тое-ж деревни Симакиной Сергеем Григорьевым сыном Огаревым, и едучи села Мышца дорогою старою межею к селу Починкам направо поместная земля Ивана Иванчина да князя Ивана Смольянинова да Обрама Краевскаго да Сергея Огарева деревни Симакиной, а по левой стороне по тем же урочищам от села Мышца да тою же дорожкою старою межею к селу же Починкам едучи поместная царевичева земля в деревни Малых Пексел и села Мышца до урочища до пустоши до Жупановы».

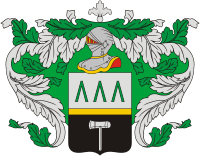
Герб рода дворян Демидовых.

Согласно окладным книгам за 1676 г. в деревне Малые Пекселы числилось «крестьянских 16 дворов, 3 двора бобыльских». Однако уже в 1683 г. по переписным книгам в деревне Малые Пекселы насчитывалось «крестьян 9 дворов».
К 1891 г., по данным И. В. Добролюбова, деревня Малые Пекселы относилась к приходу Никольской церкви села Мышца и в ней насчитывалось 72 крестьянских двора.

В конце XIX в. деревня Малые Пекселы описывается следующим образом: 
«Расположена на ровном месте. Приход в селе Мышцах, за 2 версты. Школа в деревне Большие Пекселы. В селении имеется винный склад и винная лавка. Община крестьян, бывших господина Демидова».

## Транспорт
Основные грузо- и пассажироперевозки осуществляются автомобильным транспортом. В 2,2 км к востоку от деревни находится остановочный пункт «Шемякино» железнодорожной линии «Шилово — Касимов» Московской железной дороги.